# Yunhua
Yunhua (kinesiska: 云华, 云华乡) är en socken i Kina. Den ligger i provinsen Zhejiang, i den östra delen av landet, omkring 180 kilometer söder om provinshuvudstaden Hangzhou.
Genomsnittlig årsnederbörd är 2 256 millimeter. Den regnigaste månaden är juni, med i genomsnitt 468 mm nederbörd, och den torraste är oktober, med 60 mm nederbörd.